# Anisogomphus koxingai
Anisogomphus koxingai е вид водно конче от семейство Gomphidae. Видът е незастрашен от изчезване.

## Разпространение
Разпространен е в Китай (Гуандун, Гуанси, Хайнан и Юннан), Провинции в КНР, Тайван и Хонконг.